# Élections cantonales de 2011 en Eure-et-Loir
Pour des articles plus généraux, voir Élections cantonales françaises de 2011 et Conseil départemental d'Eure-et-Loir.

Les élections cantonales ont eu lieu les 20 et 27 mars 2011.

## Contexte départemental

### Assemblée départementale sortante
Avant les élections, le conseil général d'Eure-et-Loir est présidé par Albéric de Montgolfier. Il comprend 29 conseillers généraux issus des 29 cantons d'Eure-et-Loir. 14 d'entre eux sont renouvelables lors de ces élections.

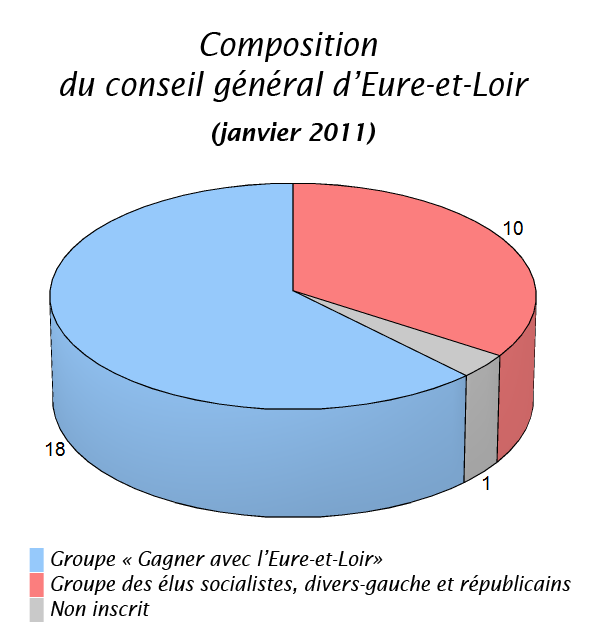
Composition de l'assemblée départementale sortante

| Parti                             | Sigle  | Élus | Groupe politique                                           |
| --------------------------------- | ------ | ---- | ---------------------------------------------------------- |
| Majorité (18 sièges)              |        |      |                                                            |
| Union pour un mouvement populaire | UMP    | 8    | Gagner avec l'Eure-et-Loir (GAEL)                          |
| Divers droite                     | DVD    | 3    | Gagner avec l'Eure-et-Loir (GAEL)                          |
| Nouveau Centre                    | NC     | 2    | Gagner avec l'Eure-et-Loir (GAEL)                          |
| Sans étiquette                    | SE     | 2    | Gagner avec l'Eure-et-Loir (GAEL)                          |
| Mouvement démocrate               | MoDem  | 1    | Gagner avec l'Eure-et-Loir (GAEL)                          |
| Rassemblement pour la France      | RPF    | 1    | Gagner avec l'Eure-et-Loir (GAEL)                          |
| Opposition (10 sièges)            |        |      |                                                            |
| Parti socialiste                  | PS     | 7    | Groupe des élus socialistes, divers gauche et républicains |
| Divers gauche                     | DVG    | 2    | Groupe des élus socialistes, divers gauche et républicains |
| Parti radical de gauche           | PRG    | 1    | Groupe des élus socialistes, divers gauche et républicains |
| Indépendant (1 siège)             |        |      |                                                            |
| Divers gauche                     | indep. | 1    | Non-inscrit                                                |
| Président du conseil général      |        |      |                                                            |
| Albéric de Montgolfier (UMP)      |        |      |                                                            |

## Résultats à l'échelle du département

### Premier tour

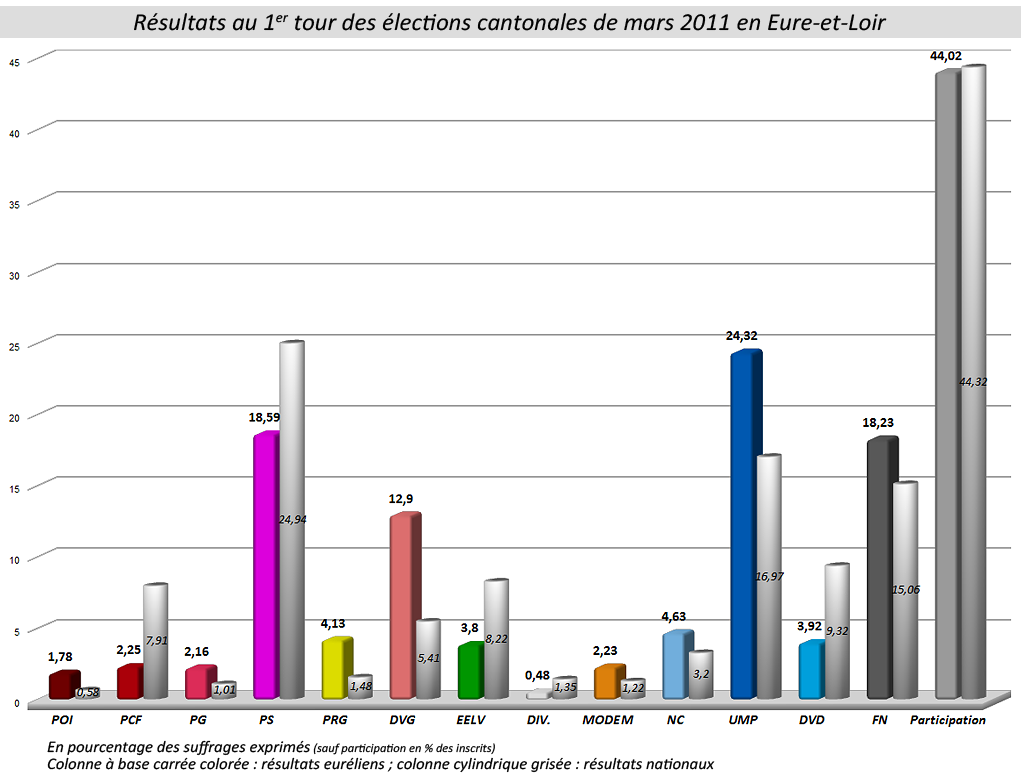
Graphique des résultats du 1er tour

À l'issue du premier tour du scrutin, le dimanche 20 mars 2011, quatre candidats ont été élus : Dominique Dousset (canton de Brou, conseiller général sortant membre de la minorité), Jean-Pierre Jallot (canton de La Ferté-Vidame, conseiller général sortant membre de la majorité), Luc Lamirault (canton de Thiron-Gardais, conseiller général sortant membre de la majorité) et Albéric de Montgolfier (président du conseil général sortant). Avec la réélection de trois de ses membres, qui s'ajoutent aux douze conseillers généraux membres de la majorité sortante dont le mandat n'était pas renouvelable en 2011, les élus du groupe « Gagner avec l'Eure-et-Loir » étaient d'ores et déjà majoritaires, détenant 15 sièges sur 29.
Globalement, les candidats soutenus par la majorité départementale, en particulier ceux membres de l'UMP, réalisent un score sensiblement supérieur à la tendance nationale (24,32 % en Eure-et-Loir contre 16,97 % au niveau national pour l'UMP). Il en va de même pour le Front national, qui totalise 18,23 % des voix (15,06 % au niveau national), presque à égalité avec le Parti socialiste (18,59 % en Eure-et-Loir contre 24,94 % au niveau national). Dans plusieurs cantons (Châteaudun, Maintenon), les conseillers généraux sortants de la minorité se retrouvent donc en ballottage incertain à défavorable au second tour, pendant que les candidats de la majorité sur les cantons qu'elle détient (Illiers-Combray, Janville, Châteauneuf-en-Thymerais) sont tous en tête du premier tour et en ballottage favorable. Il est à noter que le ministère de l’intérieur refusa d’enregistrer le Front de gauche parmi les « nuances politiques » lors de la communication des résultats, et qu'il faut donc additionner les scores du Parti de Gauche, du PCF et de quelques divers Gauche pour connaitre le résultat de la formation politique. Le Front de Gauche en Eure-et-Loir (PG, PCF, alternatifs) totalise alors plus de 5, % des voix (10,38 % des voix au niveau national).
Dix cantons connaîtront un second tour, dont celui de Nogent-le-Rotrou, où le sortant (divers gauche) a obtenu la majorité des suffrages, sans atteindre le seuil de 25 % des électeurs inscrits. Aucune triangulaire n'est possible, les duels opposant le plus souvent le candidat de la majorité départementale « Gagner pour l'Eure-et-Loir (GAEL) » à celui soutenu par la minorité de gauche, à l'exception du canton de Dreux-Sud (candidat socialiste opposé à un candidat du Front national) et celui de Châteauneuf-en-Thymerais (candidat du Mouvement démocrate-GAEL opposé à une candidate divers droite soutenue par une partie de l'UMP).
Concernant le positionnement des forces politiques et candidats ne pouvant se maintenir au second tour :
- Europe Écologie Les Verts apporte son soutien aux candidats socialistes, radicaux et divers gauche, à l'exception de Nicolas André, conseiller général socialiste sortant sur le canton de Mainvilliers[4] ;
- le Mouvement démocrate ne donne pas de consigne de vote, à l'exception du candidat sur le canton d'Illiers-Combray, qui apporte son soutien au candidat divers gauche pour le second tour[5],[6] ;
- le Nouveau Centre appelle à voter pour le candidat UMP-GAEL sur le canton de Chartres-Sud-Ouest[7] ;
- le candidat UMP non investi par son parti sur le canton de Châteaudun, appelle à voter pour le candidat UMP-GAEL restant en lice[8] ;
- la candidat du Front national sur le canton de Châteauneuf-en-Thymerais appelle à ne pas voter pour Christelle Minard (candidate membre de l'UMP) au second tour[9] ;
- la conseillère générale divers gauche sortante sur le canton de Chartres-Sud-Ouest ne donne pas d'indication de vote pour le second tour qui opposera le candidat UMP-GAEL à la candidate du PS ;
- le candidat UMP sur le canton de Dreux-Sud ne donne pas de consigne de vote, appliquant la ligne arrêtée par Jean-François Copé au niveau national en cas de second tour opposant un candidat du Front national à celui du Parti socialiste[10].

|                | Parti ouvrier indépendant         | ND             | 1,78  | 0     |  |  |  |  |
|                | Parti communiste français (FG)    | ND             | 2,82  | 0     |  |  |  |  |
|                | Parti de gauche (FG)              | ND             | 2,16  | 0     |  |  |  |  |
|                | Parti socialiste                  | ND             | 18,59 | 0     |  |  |  |  |
|                | Parti radical de gauche           | ND             | 4,13  | 0     |  |  |  |  |
|                | Divers gauche                     | ND             | 12,90 | 1     |  |  |  |  |
|                | Europe Écologie Les Verts         | ND             | 3,80  | 0     |  |  |  |  |
|                | Divers                            | ND             | 0,48  | 0     |  |  |  |  |
|                | Mouvement démocrate               | ND             | 2,23  | 0     |  |  |  |  |
|                | Nouveau Centre                    | ND             | 4,63  | 0     |  |  |  |  |
|                | Union pour un mouvement populaire | ND             | 24,32 | 2     |  |  |  |  |
|                | Divers droite                     | ND             | 3,92  | 1     |  |  |  |  |
|                | Front national                    | ND             | 18,23 | 0     |  |  |  |  |
|                |                                   |                |       |       |  |  |  |  |
| Inscrits       | Inscrits                          | Inscrits       | ND    | ND    |  |  |  |  |
| Abstentions    | Abstentions                       | Abstentions    | ND    | 55,98 |  |  |  |  |
| Votants        | Votants                           | Votants        | ND    | 44,02 |  |  |  |  |
| Blancs et nuls | Blancs et nuls                    | Blancs et nuls | ND    | ND    |  |  |  |  |
| Exprimés       | Exprimés                          | Exprimés       | ND    | ND    |  |  |  |  |

### Résultats en nombre de sièges
| Parti          | Sièges mis en jeu | Élus | Évolution |
| -------------- | ----------------- | ---- | --------- |
| PS             | 4                 | 4    | =         |
| UMP            | 4                 | 4    | =         |
| MoDem          | 1                 | 1    | =         |
| PRG            | 1                 | 1    | =         |
| DVG            | 3                 | 2    | - 1       |
| DVD            | 1                 | 1    | =         |
| Nouveau Centre | 0                 | 1    | + 1       |

### Assemblée départementale à l'issue des élections

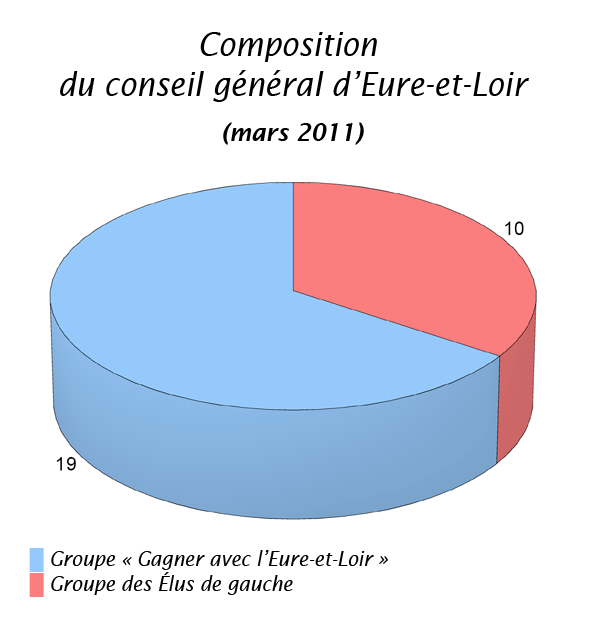
Composition de l'assemblée départementale à l'issue du scrutin

| Parti                             | Sigle | Élus | Groupe Politique                                           |
| --------------------------------- | ----- | ---- | ---------------------------------------------------------- |
| Majorité (19 sièges)              |       |      |                                                            |
| Union pour un mouvement populaire | UMP   | 8    | Gagner avec l'Eure-et-Loir (GAEL)                          |
| Divers droite                     | DVD   | 3    | Gagner avec l'Eure-et-Loir (GAEL)                          |
| Nouveau Centre                    | NC    | 3    | Gagner avec l'Eure-et-Loir (GAEL)                          |
| Sans étiquette                    | SE    | 2    | Gagner avec l'Eure-et-Loir (GAEL)                          |
| Mouvement démocrate               | MoDem | 1    | Gagner avec l'Eure-et-Loir (GAEL)                          |
| Rassemblement pour la France      | RPF   | 1    | Gagner avec l'Eure-et-Loir (GAEL)                          |
| Opposition (10 sièges)            |       |      |                                                            |
| Parti socialiste                  | PS    | 7    | Groupe des élus socialistes, divers gauche et républicains |
| Divers gauche                     | DVG   | 2    | Groupe des élus socialistes, divers gauche et républicains |
| Parti radical de gauche           | PRG   | 1    | Groupe des élus socialistes, divers gauche et républicains |
| Président du Conseil général      |       |      |                                                            |
| Albéric de Montgolfier (UMP)      |       |      |                                                            |

## Résultats par canton

### Canton de Brou
| Candidats      | Candidats             | Étiquette      | Premier tour | Premier tour |
| Candidats      | Candidats             | Étiquette      | Voix         | %            |
| -------------- | --------------------- | -------------- | ------------ | ------------ |
|                | Dominique Dousset*    | DVG            | 2 447        | 63,96        |
|                | Franck Poitou         | NC             | 568          | 14,85        |
|                | Marie-France Garcette | FN             | 526          | 13,75        |
|                | Tony Leverd           | POI            | 119          | 3,11         |
|                | Michel Michelon       | MoDem          | 84           | 2,20         |
|                | Philippe Sahuc        | PG             | 82           | 2,14         |
|                |                       |                |              |              |
| Inscrits       | Inscrits              | Inscrits       | 7 264        | 100,00       |
| Abstentions    | Abstentions           | Abstentions    | 3 373        | 46,43        |
| Votants        | Votants               | Votants        | 3 891        | 53,57        |
| Blancs et nuls | Blancs et nuls        | Blancs et nuls | 65           | 1,67         |
| Exprimés       | Exprimés              | Exprimés       | 3 826        | 98,33        |

*sortant

### Canton de Chartres-Nord-Est
| Candidats      | Candidats        | Étiquette      | Premier tour | Premier tour | Second tour | Second tour |
| Candidats      | Candidats        | Étiquette      | Voix         | %            | Voix        | %           |
| -------------- | ---------------- | -------------- | ------------ | ------------ | ----------- | ----------- |
|                | Christian Gigon* | PRG            | 2 660        | 45,34        | 3 614       | 61,73       |
|                | Karine Dorange   | UMP            | 1 718        | 29,28        | 2 241       | 38,27       |
|                | Geoffroy Jany    | FN             | 901          | 15,36        |             |             |
|                | Elian Moreau     | PG             | 391          | 6,66         |             |             |
|                | Éric Bernard     | POI            | 197          | 3,36         |             |             |
|                |                  |                |              |              |             |             |
| Inscrits       | Inscrits         | Inscrits       | 13 694       | 100,00       | 13 694      | 100,00      |
| Abstentions    | Abstentions      | Abstentions    | 7 682        | 56,10        | 7 523       | 54,94       |
| Votants        | Votants          | Votants        | 6 012        | 43,90        | 6 171       | 45,06       |
| Blancs et nuls | Blancs et nuls   | Blancs et nuls | 145          | 2,41         | 316         | 5,12        |
| Exprimés       | Exprimés         | Exprimés       | 5 867        | 97,59        | 5 855       | 94,88       |

*sortant

### Canton de Chartres-Sud-Ouest
| Candidats      | Candidats            | Étiquette      | Premier tour | Premier tour | Second tour | Second tour |
| Candidats      | Candidats            | Étiquette      | Voix         | %            | Voix        | %           |
| -------------- | -------------------- | -------------- | ------------ | ------------ | ----------- | ----------- |
|                | Franck Masselus      | UMP            | 2 747        | 31,38        | 4 642       | 53,62       |
|                | Christine Lopez-Uroz | PS             | 1 755        | 20,05        | 4 016       | 46,38       |
|                | Brigitte Santerre*   | DVG            | 1 492        | 17,04        |             |             |
|                | François Debrosse    | FN             | 1 466        | 16,74        |             |             |
|                | Bertrand Massot      | NC             | 731          | 8,35         |             |             |
|                | Jean-François Martin | Alt.           | 564          | 6,44         |             |             |
|                |                      |                |              |              |             |             |
| Inscrits       | Inscrits             | Inscrits       | 22 232       | 100,00       | 22 232      | 100,00      |
| Abstentions    | Abstentions          | Abstentions    | 13 265       | 59,67        | 12 874      | 57,91       |
| Votants        | Votants              | Votants        | 8 967        | 40,33        | 9 358       | 42,09       |
| Blancs et nuls | Blancs et nuls       | Blancs et nuls | 212          | 2,36         | 700         | 7,48        |
| Exprimés       | Exprimés             | Exprimés       | 8 755        | 97,64        | 8 658       | 92,52       |

*sortant

### Canton de Châteaudun
| Candidats      | Candidats           | Étiquette      | Premier tour | Premier tour | Second tour | Second tour |
| Candidats      | Candidats           | Étiquette      | Voix         | %            | Voix        | %           |
| -------------- | ------------------- | -------------- | ------------ | ------------ | ----------- | ----------- |
|                | Serge Fauve*        | PS             | 2 285        | 31,59        | 3 756       | 55,11       |
|                | Jean-Yves Panais    | UMP            | 1 532        | 21,18        | 3 060       | 44,89       |
|                | Jean-François Szabo | FN             | 1 324        | 18,30        |             |             |
|                | Sid-Ahmed Rouidi    | DVD            | 1 153        | 15,94        |             |             |
|                | Dominique Garcia    | PCF            | 419          | 5,79         |             |             |
|                | Bertrand Arbogast   | EELV           | 387          | 5,35         |             |             |
|                | Gérard Blanchard    | POI            | 134          | 1,85         |             |             |
|                |                     |                |              |              |             |             |
| Inscrits       | Inscrits            | Inscrits       | 15 769       | 100,00       | 15 769      | 100,00      |
| Abstentions    | Abstentions         | Abstentions    | 8 291        | 52,58        | 8 428       | 53,45       |
| Votants        | Votants             | Votants        | 7 478        | 47,42        | 7 341       | 46,55       |
| Blancs et nuls | Blancs et nuls      | Blancs et nuls | 244          | 3,26         | 525         | 7,15        |
| Exprimés       | Exprimés            | Exprimés       | 7 234        | 96,74        | 6 816       | 92,85       |

*sortant

### Canton de Châteauneuf-en-Thymerais
| Candidats      | Candidats             | Étiquette      | Premier tour | Premier tour | Second tour | Second tour |
| Candidats      | Candidats             | Étiquette      | Voix         | %            | Voix        | %           |
| -------------- | --------------------- | -------------- | ------------ | ------------ | ----------- | ----------- |
|                | Jean-Pierre Gaboriau* | MoDem          | 1 212        | 36,18        | 1 737       | 57,03       |
|                | Christelle Minard     | UMP            | 846          | 25,25        | 1 309       | 42,97       |
|                | Sylvia Alves          | FN             | 703          | 20,99        |             |             |
|                | Michel Thavard        | PS             | 398          | 11,88        |             |             |
|                | Michel Raiffé         | PCF            | 113          | 3,37         |             |             |
|                | José Nicol            | POI            | 78           | 2,33         |             |             |
|                |                       |                |              |              |             |             |
| Inscrits       | Inscrits              | Inscrits       | 7 255        | 100,00       | 7 255       | 100,00      |
| Abstentions    | Abstentions           | Abstentions    | 3 831        | 52,80        | 3 909       | 53,88       |
| Votants        | Votants               | Votants        | 3 424        | 47,20        | 3 346       | 46,12       |
| Blancs et nuls | Blancs et nuls        | Blancs et nuls | 74           | 2,16         | 300         | 8,97        |
| Exprimés       | Exprimés              | Exprimés       | 3 350        | 97,84        | 3 046       | 91,03       |

*sortant

### Canton de Dreux-Sud
| Candidats      | Candidats         | Étiquette      | Premier tour | Premier tour | Second tour | Second tour |
| Candidats      | Candidats         | Étiquette      | Voix         | %            | Voix        | %           |
| -------------- | ----------------- | -------------- | ------------ | ------------ | ----------- | ----------- |
|                | Daniel Frard *    | PS             | 1 670        | 39,24        | 2 975       | 64,73       |
|                | Dominique Desrues | FN             | 1 141        | 26,81        | 1 621       | 35,27       |
|                | Mohamed Tabit     | UMP            | 728          | 17,11        |             |             |
|                | Mohamed Bougafer  | EELV           | 389          | 9,14         |             |             |
|                | Gisèle Quérité    | PCF            | 187          | 4,39         |             |             |
|                | Dominique Maillot | POI            | 141          | 3,31         |             |             |
|                |                   |                |              |              |             |             |
| Inscrits       | Inscrits          | Inscrits       | 12 502       | 100,00       | 12 513      | 100,00      |
| Abstentions    | Abstentions       | Abstentions    | 8 132        | 65,05        | 7 600       | 60,74       |
| Votants        | Votants           | Votants        | 4 370        | 34,95        | 4 913       | 39,26       |
| Blancs et nuls | Blancs et nuls    | Blancs et nuls | 114          | 2,61         | 217         | 6,45        |
| Exprimés       | Exprimés          | Exprimés       | 4 256        | 97,39        | 4 596       | 93,55       |

*sortant

### Canton d'Illiers-Combray
| Candidats      | Candidats              | Étiquette      | Premier tour | Premier tour | Second tour | Second tour |
| Candidats      | Candidats              | Étiquette      | Voix         | %            | Voix        | %           |
| -------------- | ---------------------- | -------------- | ------------ | ------------ | ----------- | ----------- |
|                | Jean-François Manceau* | UMP            | 1 663        | 47,41        | 2 073       | 61,17       |
|                | Pierre Gigou           | DVG            | 849          | 24,20        | 1 316       | 38,83       |
|                | Sébastien Cerruti      | FN             | 573          | 16,33        |             |             |
|                | Michel Lefrançois      | MoDem          | 223          | 6,36         |             |             |
|                | Michel Quéchon         | PCF            | 200          | 5,70         |             |             |
|                |                        |                |              |              |             |             |
| Inscrits       | Inscrits               | Inscrits       | 7 730        | 100,00       | 7 731       | 100,00      |
| Abstentions    | Abstentions            | Abstentions    | 4 138        | 53,53        | 4 134       | 53,47       |
| Votants        | Votants                | Votants        | 3 592        | 46,47        | 3 597       | 46,53       |
| Blancs et nuls | Blancs et nuls         | Blancs et nuls | 84           | 2,34         | 208         | 5,78        |
| Exprimés       | Exprimés               | Exprimés       | 3 508        | 97,66        | 3 389       | 94,22       |

*sortant

### Canton de Janville
| Candidats      | Candidats        | Étiquette      | Premier tour | Premier tour | Second tour | Second tour |
| Candidats      | Candidats        | Étiquette      | Voix         | %            | Voix        | %           |
| -------------- | ---------------- | -------------- | ------------ | ------------ | ----------- | ----------- |
|                | Laurent Leclercq | NC             | 1 686        | 48,25        | 2 190       | 65,61       |
|                | Francis Besnard  | DVG            | 827          | 23,67        | 1 148       | 34,39       |
|                | André Dupin      | FN             | 500          | 14,31        |             |             |
|                | Stéphane Maguet  | MoDem          | 227          | 6,50         |             |             |
|                | Antoine Bruneau  | CNIP           | 151          | 4,32         |             |             |
|                | Catherine Stern  | PCF            | 103          | 2,95         |             |             |
|                |                  |                |              |              |             |             |
| Inscrits       | Inscrits         | Inscrits       | 6 570        | 100,00       | 6 569       | 100,00      |
| Abstentions    | Abstentions      | Abstentions    | 2 991        | 45,53        | 3 043       | 46,32       |
| Votants        | Votants          | Votants        | 3 579        | 54,47        | 3 526       | 53,68       |
| Blancs et nuls | Blancs et nuls   | Blancs et nuls | 85           | 1,37         | 188         | 5,33        |
| Exprimés       | Exprimés         | Exprimés       | 3 494        | 97,63        | 3 338       | 94,67       |

### Canton de La Ferté-Vidame
| Candidats      | Candidats           | Étiquette      | Premier tour | Premier tour |
| Candidats      | Candidats           | Étiquette      | Voix         | %            |
| -------------- | ------------------- | -------------- | ------------ | ------------ |
|                | Jean-Pierre Jallot* | UMP            | 530          | 60,92        |
|                | Christophe Farin    | FN             | 155          | 17,82        |
|                | Joffrey Deschamps   | PS             | 137          | 15,75        |
|                | Dominique Duplan    | Alt.           | 34           | 3,91         |
|                | Carine Desset       | POI            | 14           | 1,61         |
|                |                     |                |              |              |
| Inscrits       | Inscrits            | Inscrits       | 1 807        | 100,00       |
| Abstentions    | Abstentions         | Abstentions    | 915          | 50,64        |
| Votants        | Votants             | Votants        | 892          | 49,36        |
| Blancs et nuls | Blancs et nuls      | Blancs et nuls | 22           | 2,47         |
| Exprimés       | Exprimés            | Exprimés       | 870          | 97,53        |

*sortant

### Canton de Maintenon
| Candidats      | Candidats           | Étiquette      | Premier tour | Premier tour | Second tour | Second tour |
| Candidats      | Candidats           | Étiquette      | Voix         | %            | Voix        | %           |
| -------------- | ------------------- | -------------- | ------------ | ------------ | ----------- | ----------- |
|                | Michel Deprez*      | PS             | 2 756        | 32,78        | 4 561       | 55,21       |
|                | Stéphane Lemoine    | UMP            | 2 286        | 27,19        | 3 700       | 44,79       |
|                | Jean-Pierre Schmitt | FN             | 1 864        | 22,17        |             |             |
|                | Aude Trofleau       | EELV           | 1 082        | 12,87        |             |             |
|                | Frédéric Berbédes   | FG             | 420          | 5,00         |             |             |
|                |                     |                |              |              |             |             |
| Inscrits       | Inscrits            | Inscrits       | 22 450       | 100,00       | 22 439      | 100,00      |
| Abstentions    | Abstentions         | Abstentions    | 13 785       | 61,40        | 13 548      | 60,38       |
| Votants        | Votants             | Votants        | 8 665        | 38,60        | 8 891       | 39,62       |
| Blancs et nuls | Blancs et nuls      | Blancs et nuls | 257          | 2,97         | 630         | 7,09        |
| Exprimés       | Exprimés            | Exprimés       | 8 408        | 97,03        | 8 261       | 92,91       |

*sortant

### Canton de Mainvilliers
| Candidats      | Candidats        | Étiquette      | Premier tour | Premier tour | Second tour | Second tour |
| Candidats      | Candidats        | Étiquette      | Voix         | %            | Voix        | %           |
| -------------- | ---------------- | -------------- | ------------ | ------------ | ----------- | ----------- |
|                | Nicolas André*   | PS             | 1 955        | 36,29        | 3 138       | 59,24       |
|                | Rémi Martial     | UMP            | 1 360        | 25,25        | 2 159       | 40,76       |
|                | Laurent Rousseau | FN             | 958          | 17,78        |             |             |
|                | Gérard Leray     | EELV           | 589          | 10,93        |             |             |
|                | Georges Lemoine  | POI            | 309          | 5,74         |             |             |
|                | Bernard Totée    | PCF            | 216          | 4,01         |             |             |
|                |                  |                |              |              |             |             |
| Inscrits       | Inscrits         | Inscrits       | 13 592       | 100,00       | 13 592      | 100,00      |
| Abstentions    | Abstentions      | Abstentions    | 8 106        | 59,64        | 7 992       | 58,80       |
| Votants        | Votants          | Votants        | 5 486        | 40,36        | 5 600       | 41,20       |
| Blancs et nuls | Blancs et nuls   | Blancs et nuls | 99           | 1,80         | 303         | 5,41        |
| Exprimés       | Exprimés         | Exprimés       | 5 387        | 98,20        | 5 297       | 94,59       |

*sortant

### Canton de Nogent-le-Rotrou
| Candidats      | Candidats               | Étiquette      | Premier tour | Premier tour | Second tour | Second tour |
| Candidats      | Candidats               | Étiquette      | Voix         | %            | Voix        | %           |
| -------------- | ----------------------- | -------------- | ------------ | ------------ | ----------- | ----------- |
|                | Philippe Ruhlmann *     | DVG            | 2 693        | 54,25        | 3 396       | 73,28       |
|                | André Poux              | UMP            | 996          | 20,06        | 1 238       | 26,72       |
|                | Frédéric Guibert        | FN             | 799          | 16,10        |             |             |
|                | Loïc Morisot            | PG             | 356          | 7,17         |             |             |
|                | Élisabeth Bacle-Asskouk | POI            | 120          | 2,42         |             |             |
|                |                         |                |              |              |             |             |
| Inscrits       | Inscrits                | Inscrits       | 10 970       | 100,00       | 10 970      | 100,00      |
| Abstentions    | Abstentions             | Abstentions    | 5 874        | 53,55        | 6 084       | 55,46       |
| Votants        | Votants                 | Votants        | 5 096        | 46,45        | 4 886       | 44,54       |
| Blancs et nuls | Blancs et nuls          | Blancs et nuls | 132          | 2,59         | 252         | 5,16        |
| Exprimés       | Exprimés                | Exprimés       | 4 964        | 97,41        | 4 634       | 94,84       |

*sortant

### Canton d'Orgères-en-Beauce
| Candidats      | Candidats               | Étiquette      | Premier tour | Premier tour |
| Candidats      | Candidats               | Étiquette      | Voix         | %            |
| -------------- | ----------------------- | -------------- | ------------ | ------------ |
|                | Albéric de Montgolfier* | UMP            | 1 257        | 56,34        |
|                | Willy Bourgeois         | PS             | 461          | 20,66        |
|                | Serge Lhoste            | FN             | 437          | 19,59        |
|                | Albert Hornez           | PCF            | 76           | 3,41         |
|                |                         |                |              |              |
| Inscrits       | Inscrits                | Inscrits       | 3 973        | 100,00       |
| Abstentions    | Abstentions             | Abstentions    | 1 673        | 42,11        |
| Votants        | Votants                 | Votants        | 2 300        | 57,89        |
| Blancs et nuls | Blancs et nuls          | Blancs et nuls | 69           | 3,00         |
| Exprimés       | Exprimés                | Exprimés       | 2 231        | 97,00        |

*sortant

### Canton de Thiron-Gardais
| Candidats      | Candidats         | Étiquette      | Premier tour | Premier tour |
| Candidats      | Candidats         | Étiquette      | Voix         | %            |
| -------------- | ----------------- | -------------- | ------------ | ------------ |
|                | Luc Lamirault*    | DVD            | 1 223        | 54,24        |
|                | René Rousselle    | PS             | 556          | 24,66        |
|                | Yannick Lecointre | FN             | 396          | 17,56        |
|                | Michel Castre     | PCF            | 80           | 3,55         |
|                |                   |                |              |              |
| Inscrits       | Inscrits          | Inscrits       | 4 255        | 100,00       |
| Abstentions    | Abstentions       | Abstentions    | 1 955        | 45,95        |
| Votants        | Votants           | Votants        | 2 300        | 54,05        |
| Blancs et nuls | Blancs et nuls    | Blancs et nuls | 45           | 1,96         |
| Exprimés       | Exprimés          | Exprimés       | 2 255        | 98,04        |

*sortant